# Pfarrkirche Jedlesee

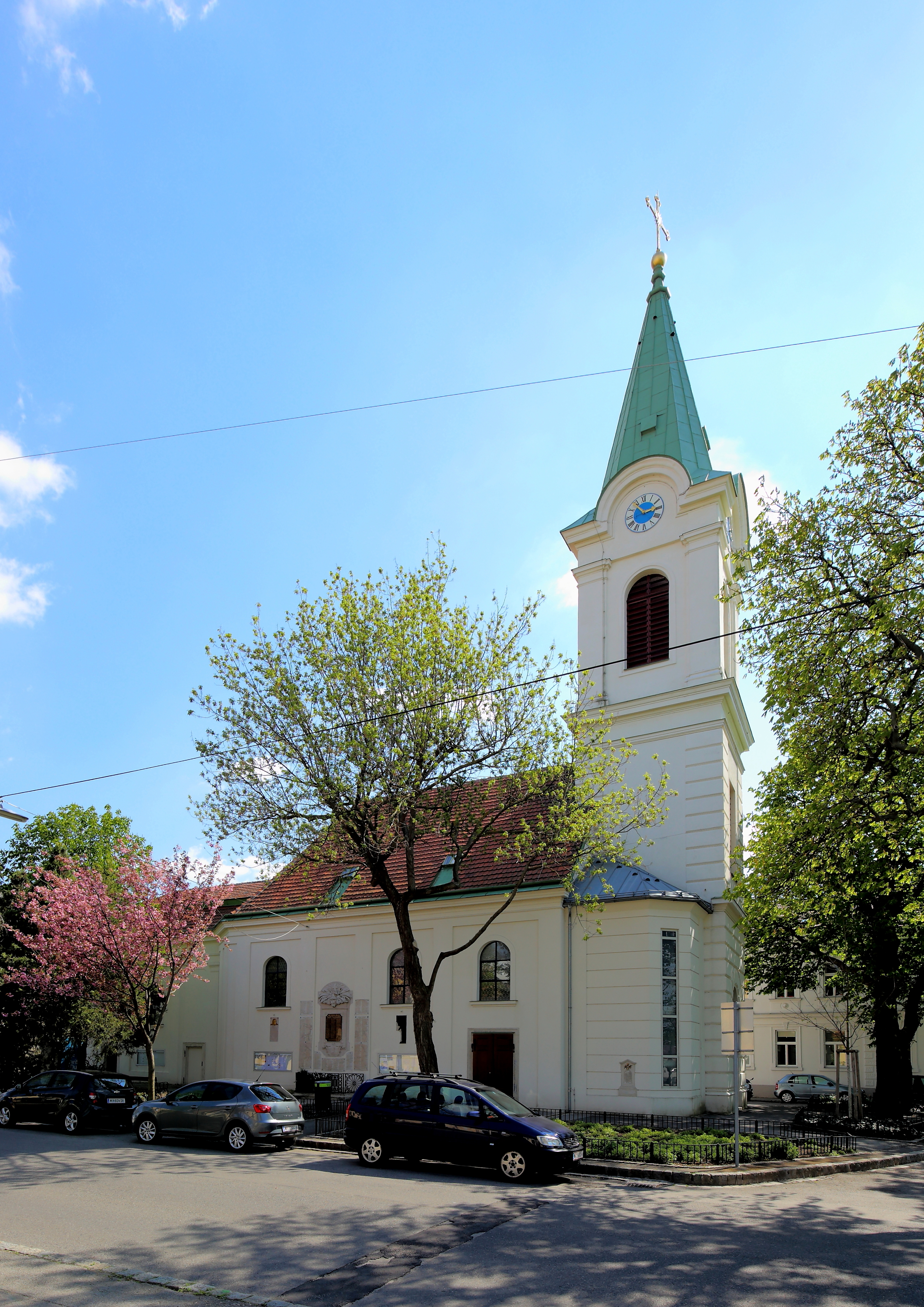
Katholische Pfarrkirche Maria Loretto in Wien-Jedlesee

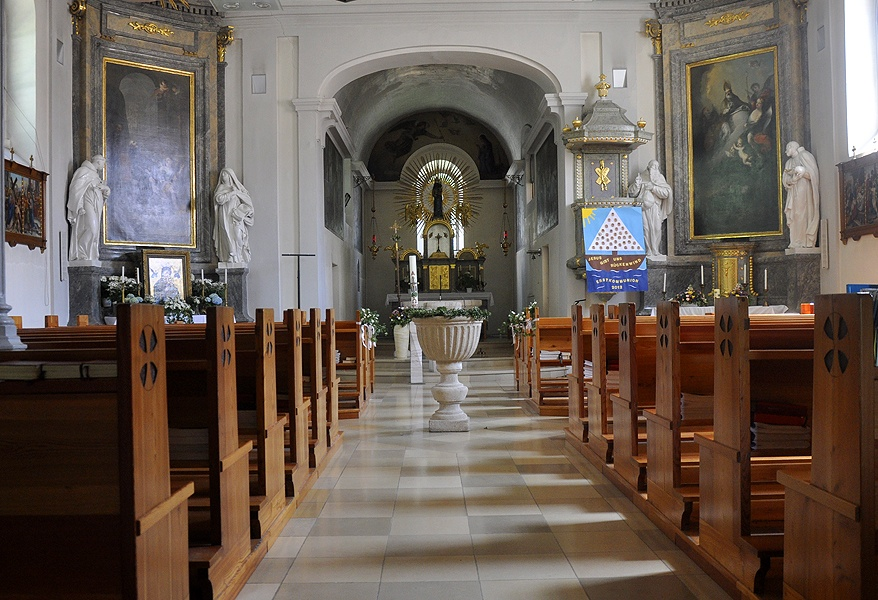
Innenansicht

Die Pfarr- und Wallfahrtskirche Jedlesee ist eine römisch-katholische Pfarrkirche am Lorettoplatz 1 im Bezirksteil Jedlesee des 21. Wiener Gemeindebezirks Floridsdorf. Die Pfarre liegt im Stadtdekanat 21 des zur Erzdiözese Wien gehörenden Vikariates Wien Stadt. Sie ist der heiligen Maria Loreto geweiht. Das Bauwerk steht unter Denkmalschutz.

## Geschichte
Bereits im 11. Jahrhundert stand an dieser Stelle eine kleine Kapelle, dem hl. Nikolaus gewidmet, der weitere Kapellen folgten, die dem hl. Sebastian, dem hl. Johannes von Nepomuk und den hl. Drei Königen gewidmet waren.
Den Kern der heutigen Kirche bildet die 1713 von Grundherrin Gräfin Antonia Renata von Bouguoy errichtete Maria-Loretto-Kapelle. Das Gebiet um Jedlesee und das Weinviertel war bis 1785 bei der Diözese Passau. Da im Jahre 1713 in Wien und Umgebung die Pest herrschte, wurde vermutlich der für den 8. September geplante Weihetermin zu Mariä Geburt auf den 15. Oktober verschoben. Am 5. Juli 1769 gewährte Papst Clemens XIV. zum jährlichen Fest Maria Geburt einen vollkommenen Ablass in der Kirche.
1779 baute der Grundherr Anton Störck die Kapelle zur Kirche aus, womit die Kapelle zum Altarraum der Kirche wurde. 1834 wurde die Kirche zur Pfarrkirche erhoben und 1877 wiederum erweitert. Den Turm erhielt die Kirche 1885 auf Initiative des Pfarrers Vinzenz Wenhart, welcher 1873 den jetzigen Jedleseer Friedhof anlegte, nachdem der nun aufgelassene Friedhof in der Jeneweingasse 30 zu klein war.
Trotz verschiedener die ursprüngliche Gestalt verändernder Anbauten hat sich das Gotteshaus, das 1936 grundlegend renoviert wurde, den Charakter einer einfachen Landkirche bewahrt. In der Vorhalle befindet sich rechts die Statue des hl. Florian, links eine des hl. Sebastian. Beachtenswert sind die beiden Seitenaltarbilder von Franz Anton Maulbertsch, links der hl. Peregrinus, rechts der hl. Patrizius. An der nördlichen Außenmauer ist ein von Adolf Weilguni geschaffenes Kriegerdenkmal mit militärischen Insignien, Kreuz, Lorbeerzweigen und Inschrifttafeln, die an die Gefallenen der beiden Weltkriege aus Jedlesee erinnern. Daneben befindet sich eine Gedenktafel für den zeitweilig hier als Kaplan wirkenden Kapuzinerpaters Joachim Haspinger, einen Gefährten des Tiroler Freiheitskämpfers Andreas Hofer. Haspinger war auch erster Pfarrprovisor (1811–15) der Karl-Borromäus-Pfarre in Großjedlersdorf.

## Festtage
- Das Patroziniumsfest Maria Loretto, auch Heiliges Haus von Loretto, wird am 10. Dezember gefeiert.
- Der Jahrestag der Kirchweihe wird am zweiten Sonntag im September begangen und gilt dem Festtag Maria Geburt am 8. September. Auch der Jedleseer Kirtag wird traditionell an einem Wochenende Anfang September veranstaltet.